# Норт-Бабилон
Норт-Бабилон — статистически обособленная местность в городе Бабилон округа Саффолк, штат Нью-Йорк, Соединенные Штаты Америки. Расположена на южном берегу острова Лонг-Айленд вблизи устья реки Гудзон. По данным переписи 2010 года, население составляло 17 509 человек.

## Общее
В Норт-Бабилоне есть несколько зон отдыха, например, государственный парк Белмонт-Лейк, где можно заниматься пешими прогулками, велоспортом, пикниками и катанием на лодке. Бассейн Фелпс-Лейн также является популярной зоной отдыха для плавания, тенниса и релаксации.
Главной коммерческой магистралью Норт-Бабилона является Дир-Парк-авеню, где представлен широкий спектр торговых центров, ресторанов, развлекательных заведений, жилых домов и школ. Часть этой дороги известна как шоссе штата Нью-Йорк 231 от шоссе Монтаук до Сильван-роуд. Остальная часть дороги тянется на север до Северного государственного бульвара в Дикс-Хиллз. Нью-Йорк 231 приобрел известность как очень популярная «круизная полоса», где сотни людей собирались в торговых центрах по выходным, чтобы продемонстрировать свои классические автомобили.

## География
По данным Бюро переписи населения Соединенных Штатов, место, указанное для переписи, имеет общую площадь 3,4 квадратных мили (8,8 км²), из которых 3,4 квадратных мили (8,8 км²) занимает суша, а 0,1 квадратных мили (0,26 км²), или 1,46 %, — вода.

## Образование
Учащиеся общины посещают Свободный школьный округ Норт-Бабилон Юнион, а также ряд частных и приходских школ в этом районе.
Средняя школа Норт-Бабилона хорошо известна на всем Лонг-Айленде своими высокоэффективными школьными спортивными командами.